# 피그미마모셋
피그미마모셋은 비단원숭이과 피그미마모셋속(Cebuella)에 속하는 두 종의 작은 신세계원숭이이다. 남아메리카 아마존 분지 서부의 열대우림에 서식한다. 몸무게가 100g을 조금 넘는 세계에서 가장 작은 원숭이로 유명하다. 일반적으로 상록수림과 강가 숲에서 발견되며, 주로 나무 수액이나 검(gum)을 먹는 구미보어 동물이다.
피그미마모셋 개체군의 약 83%는 지배적인 수컷과 번식하는 암컷, 그리고 최대 4번까지 낳는 연속적인 새끼를 포함하여 2~9마리의 개체로 이루어진 안정적인 무리를 이루어 산다. 표준적인 안정적인 무리의 최대 크기는 6마리이다. 대부분의 무리는 가족 구성원으로 구성되지만, 일부 무리는 1~2명의 성체를 포함할 수도 있다. 무리 구성원들은 음성, 화학, 시각 신호를 포함한 복잡한 시스템을 사용하여 의사소통을 한다. 세 가지 주요 호출 신호는 호출이 이동해야 하는 거리에 따라 달라진다. 피그미마모셋 원숭이들은 위협을 받거나 지배력을 보여주기 위해 시각적인 표시를 할 수도 있다. 가슴과 생식기 부위의 샘에서 분비되는 화학적 신호를 통해 암컷은 번식이 가능해졌을 때 수컷에게 알릴 수 있다. 암컷은 1년에 두 번 쌍둥이를 낳으며, 양육은 무리 전체가 공유한다.
피그미마모셋은 일반적인 마모셋과는 다소 다른 종으로 여겨져 왔다. 대부분의 마모셋은 비단마모셋속(Callithrix)(여기서는 아속으로 분류)과 미코속(Mico)으로 분류되며, 비단원숭이과 내에서 별도의 속인 피그미마모셋속(Cebuella)로 분류된다. 피그미마모셋의 가장 큰 위협은 서식지 감소와 애완동물 거래이다.

## 진화 및 분류학
영장류학자들 사이에서 피그미마모셋을 어떤 속으로 분류해야 할지에 대한 논쟁이 벌어지고 있다. 세 종의 마모셋에서 간질 레티놀 결합 단백질 핵 유전자(IRBP)를 조사한 결과, 1990년대에 구축된 비단마모셋속은 단계통군을 이루기 위해 C. pygmaea도 포함해야 했으며, 피그마에아(pygmaea)와 아르겐타타(argentata), 자쿠스(jacchus) 종군이 서로 분리된 시기는 같은 속의 종에서 예상할 수 있듯이 500만 년 미만이었다. 그러나 이후 아르겐타타와 자쿠스 종군이 서로 다른 속으로 분리됨에 따라(아르겐타타 군은 미코속으로 이동됨), 비단마모셋속은 더 이상 측계통군이 아니므로 피그미마모셋을 별도의 속으로 분류하는 것이 타당하다.
피그미마모셋은 2종으로 이루어져 있다.
- 서부피그미마모셋 (C. pygmaea)
- 동부피그미마모셋 (C. niveiventris)

두 종 사이에는 형태학적 차이가 거의 없다. 색깔만 약간 다를 뿐이고, 남아메리카의 큰 강을 포함한 지리적 장벽으로만 구분되기 때문이다.
피그미마모셋속의 진화는 일반적인 영장류와 체중 측면에서 차이가 있었으며, 체중 감소율이 매우 높았다. 이는 출생 전후의 성장률이 크게 감소하는 것을 의미하며, 이는 자손 발생이 피그미마모셋의 진화에 중요한 역할을 했다는 가설을 뒷받침한다.

## 계통 분류
비단원숭이과의 계통 분류는 다음과 같다.
|  | 사자타마린속                                                                                  |
|  |                                                                                               |
|  | \| \| 괼디원숭이속 \| \| \| \| \| \| 마모셋(비단마모셋속, 미코속, 피그미마모셋속) \| \| \| \| |
|  |                                                                                               |
|  | 괼디원숭이속                                                                                  |
|  |                                                                                               |
|  | 마모셋(비단마모셋속, 미코속, 피그미마모셋속)                                                  |
|  |                                                                                               |

|  | 괼디원숭이속                                 |
|  |                                              |
|  | 마모셋(비단마모셋속, 미코속, 피그미마모셋속) |
|  |                                              |

|  | 검은망토타마린속 |
|  |                  |
|  | 타마린속         |
|  |                  |

|  | 사자타마린속                                                                                  |
|  |                                                                                               |
|  | \| \| 괼디원숭이속 \| \| \| \| \| \| 마모셋(비단마모셋속, 미코속, 피그미마모셋속) \| \| \| \| |
|  |                                                                                               |
|  | 괼디원숭이속                                                                                  |
|  |                                                                                               |
|  | 마모셋(비단마모셋속, 미코속, 피그미마모셋속)                                                  |
|  |                                                                                               |

|  | 괼디원숭이속                                 |
|  |                                              |
|  | 마모셋(비단마모셋속, 미코속, 피그미마모셋속) |
|  |                                              |

|  | 검은망토타마린속 |
|  |                  |
|  | 타마린속         |
|  |                  |

## 특징

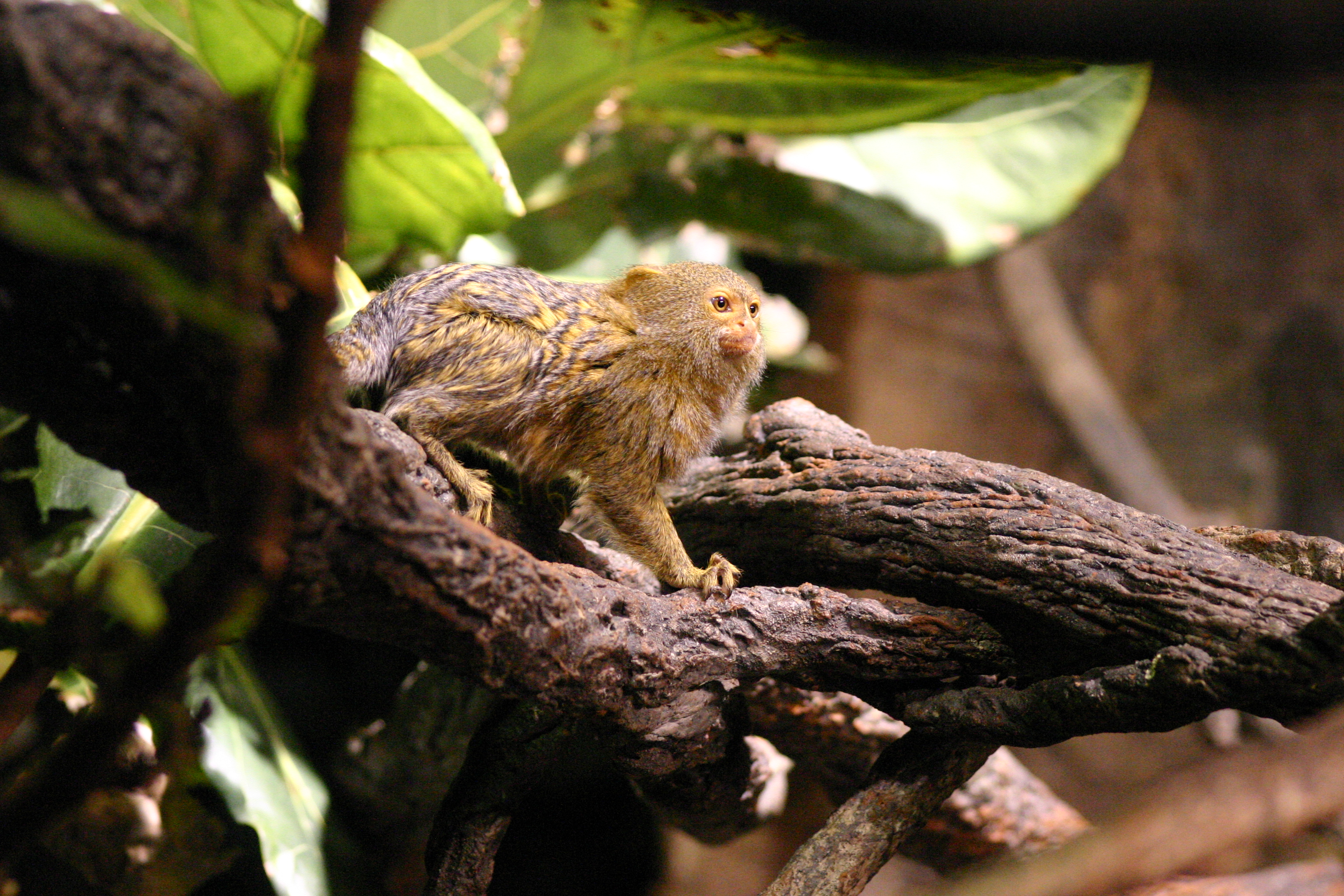
피그미마모셋은 세계에서 가장 작은 원숭이이다.

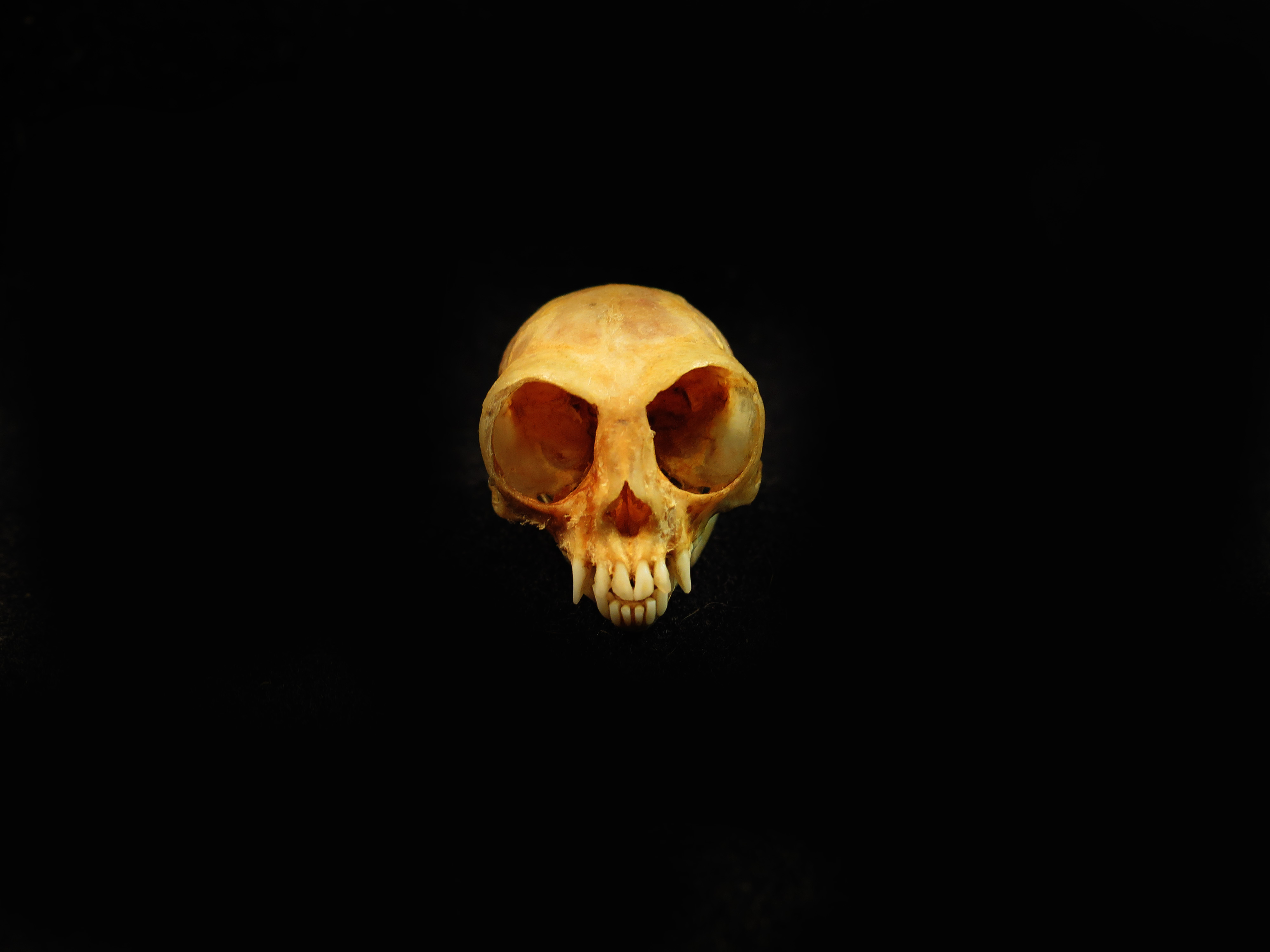
피그미마모셋의 두개골

피그미마모셋은 가장 작은 원숭이로, 머리부터 몸까지의 길이는 117~152mm, 꼬리 길이는 172~229mm이다. 성체의 평균 체중은 100g을 약간 넘으며, 암컷의 유일한 성적 이형은 약간 더 무겁다는 것이다. 털색은 등과 머리는 갈색빛이 도는 금색, 회색, 검은색이 섞여 있고, 아랫부분은 노란색, 주황색, 황갈색이 섞여 있다. 꼬리에는 검은색 고리가 있고, 얼굴의 뺨에는 흰색 반점이 있으며, 눈 사이에는 흰색 세로줄이 있다. 수목 생활에 적합한 여러 적응력을 가지고 있는데, 머리를 180도 회전할 수 있고, 나뭇가지와 줄기에 매달리기 위해 날카로운 발톱 모양의 발톱을 사용한다. 치아 형태는 잇몸을 먹는 데 적합하도록 적응되어 있으며, 나무를 파내고 수액 흐름을 촉진하는 데 사용되는 특수한 앞니를 가지고 있다. 검이 위에서 분해되는 데 필요한 시간을 늘리기 위해 일반적인 맹장보다 맹장이 크다. 피그미마모셋은 네 발로 걸으며 나뭇가지 사이로 최대 5m까지 뛰어오를 수 있다.

## 생태학

### 지리적 분포 및 서식지
피그미마모셋은 브라질과 콜롬비아, 에콰도르, 페루, 볼리비아의 서부 아마존 분지 대부분에서 발견된다. 서부피그미마모셋은 브라질 아마조나스주와 페루 동부, 콜롬비아 남부, 에콰도르 북동부에 서식한다. 동부피그미마모셋은 아마조나스주뿐만 아니라 브라질 아크레, 페루 동부, 볼리비아 북부에서도 발견된다. 두 종 모두 강에 의해 분포 범위가 제한되는 경우가 많다. 피그미마모셋은 일반적으로 성숙한 상록수림의 하층부와 강 근처에 서식한다. 개체군 밀도는 먹이 나무의 가용성과 상관관계가 있다. 피그미마모셋은 지표면에서 나무 속으로 약 20m 깊이까지 도달할 수 있지만, 일반적으로 수관 꼭대기까지는 올라가지 않는다. 보통 1년 중 3개월 이상 물이 고여 있는 지역에서 발견된다.

### 먹이

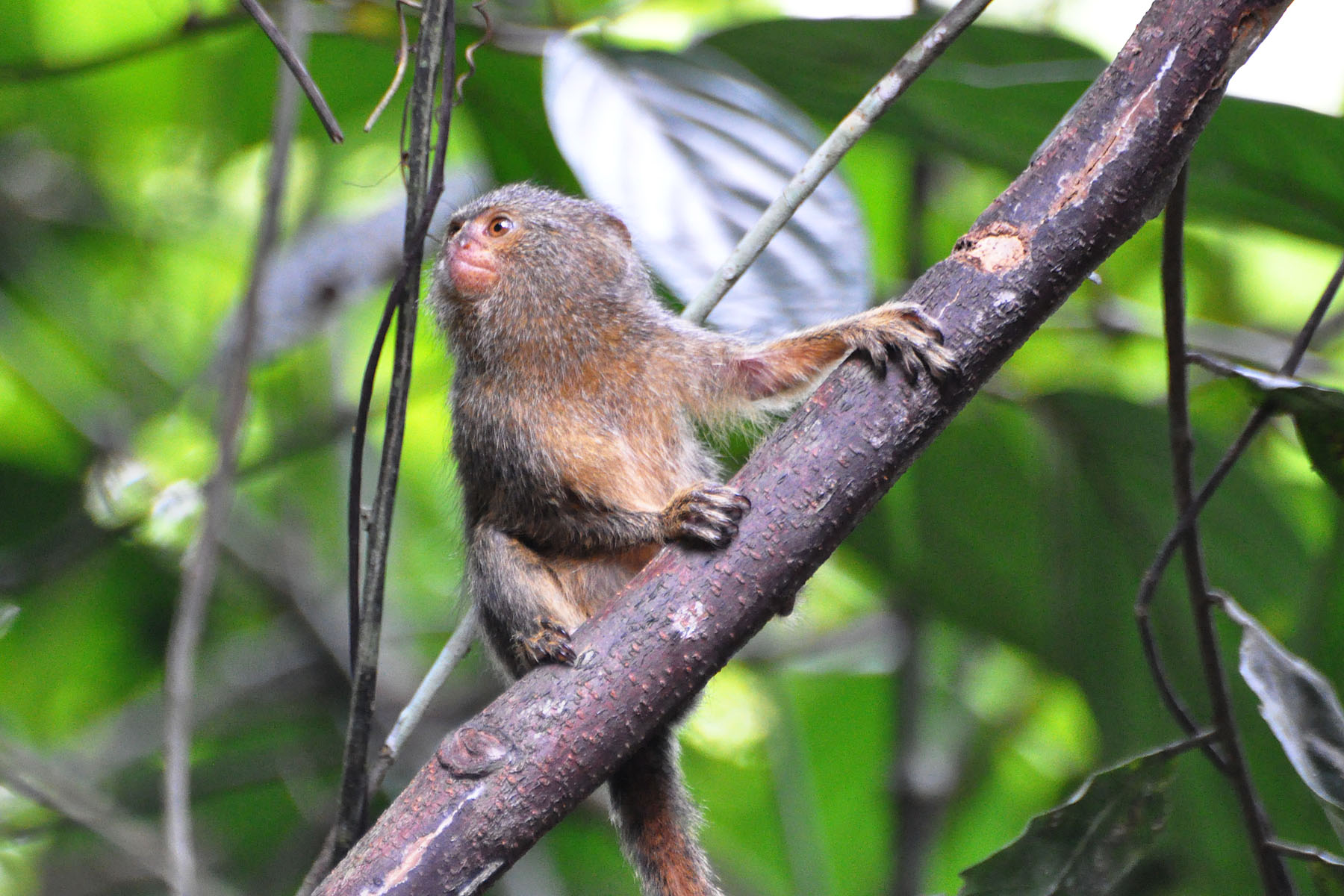
특수한 발톱을 이용해 피그미마모셋은 먹이를 먹는 동안 나무에 매달려 있을 수 있다.

피그미마모셋원숭이는 나무 고무를 특별히 즐겨 먹는다. 특수한 치아로 적합한 나무와 덩굴의 껍질에 구멍을 파고 고무를 생성한다. 구멍에 수액이 고이면 혀로 핥아 먹는다. 또한 수액 구멍에 유인되는 곤충, 특히 나비를 기다리기도 한다. 피그미마모셋은 꿀과 과일로 보충한다. 한 무리의 활동 범위는 0.1~0.4헥타르이며, 먹이는 보통 한 번에 한두 그루의 나무에 집중된다. 이 나무들이 고갈되면 무리는 새로운 활동 범위로 이동한다. 갈색망토타마린은 일반적으로 피그미마모셋과 동일 서식지를 이루며, 피그미마모셋의 고무 구멍을 습격하는 경우가 많다.
피그미 마모셋은 테굴라라고 불리는 곤충과 유사한 발톱을 발달시켜 식물의 분비물을 이용하는 것과 관련된 높은 수준의 발톱으로 붙잡고 매달리는 행동을 할 수 있다. 발톱으로 매달리는 행동은 주로 먹이를 먹는 동안 사용되지만 식물 분비물 수집 중에도 사용된다.

## 습성
피그미마모셋은 두 마리부터 아홉 마리까지 무리를 지어 살며, 성체 수컷 한두 마리와 성체 암컷 한두 마리로 구성되고, 여기에는 번식하는 암컷 한 마리와 그 새끼가 포함된다. 출산 터울은 149일부터 746일 사이이다. 다른 비단원숭이과 원숭이와 달리, 성체 수컷의 수와 새끼 및 새끼의 수 사이에는 상관관계가 없다. 하지만 어린 개체의 수와 성체 및 준성체 무리 구성원의 수 사이에는 유의미한 양의 상관관계가 있다. 어린 마모셋은 일반적으로 두 번의 연속적인 출산 주기 동안 무리에 남는다. 피그미마모셋은 특별한 의사소통 방식을 사용하여 가족 구성원에게 알림과 경고를 전달한다. 여기에는 화학적 의사소통과 음성 의사소통, 시각적 의사소통이 포함된다. 이 의사소통 방식은 집단 응집력을 높이고 다른 가족 집단을 피하는 데 도움이 되는 것으로 여겨진다.

### 사회 체계
새끼 피그미마모셋은 부모와 쌍둥이, 그리고 다른 형제자매들과 함께 협동적인 보호 집단을 형성한다. 새끼 마모셋의 옹알이, 즉 발성은 가족과의 관계에서 중요한 부분이며, 발달의 중요한 부분이다. 새끼 마모셋이 발달함에 따라 옹알이는 점차 변화하여 성인의 발성과 비슷해지고, 결국에는 성체의 발성으로 변한다. 새끼 피그미마모셋의 발성 발달과 어린 인간의 언어 발달 사이에는 많은 유사점이 있다. 발성은 어린 마모셋에게 더 많은 보살핌을 받는 것과 같은 이점을 제공하며, 온 가족이 서로 마주보지 않고도 활동을 조율할 수 있게 해준다.

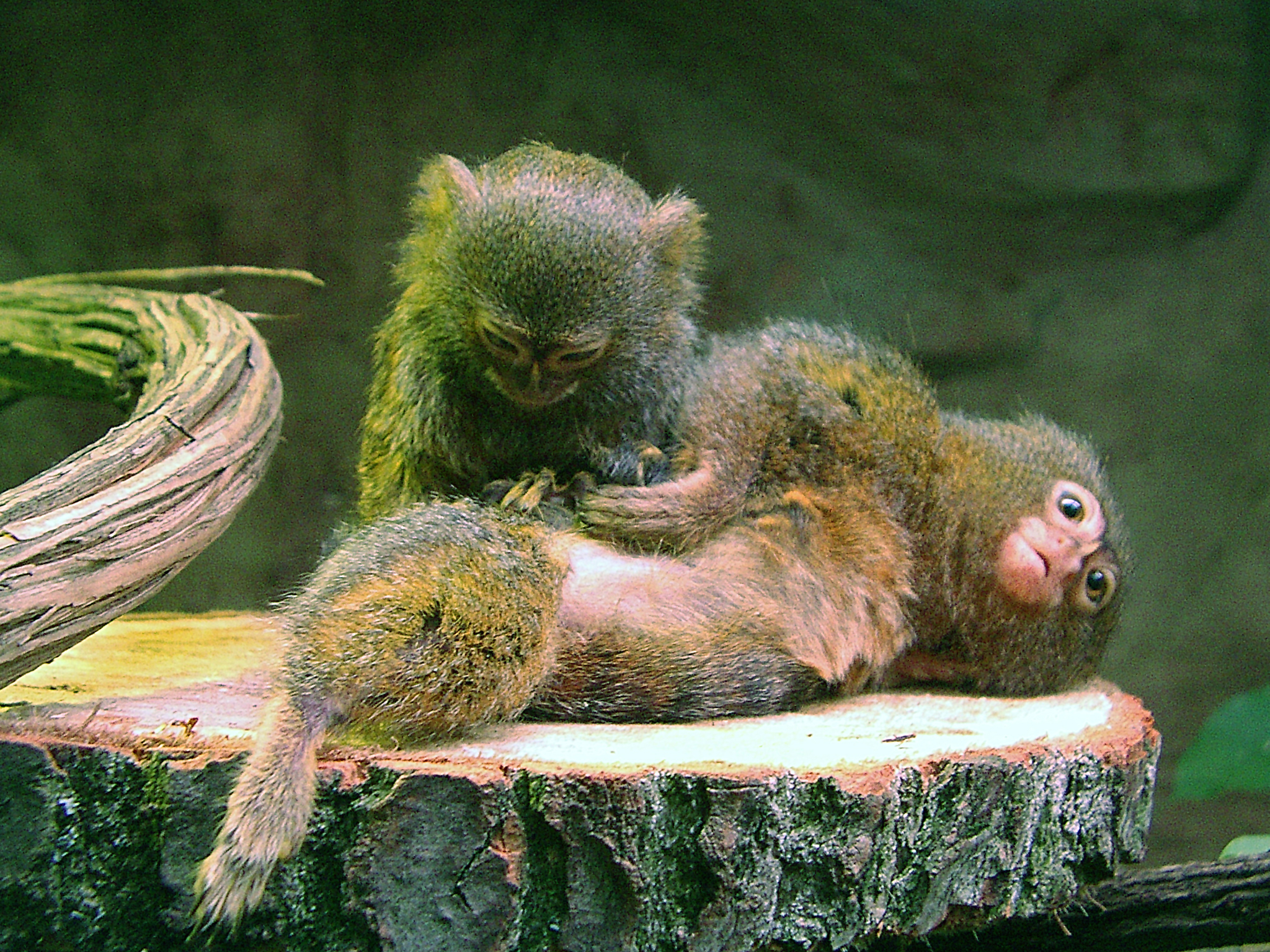
피그미마모셋은 2~9마리씩 무리를 지어 산다.

형제자매 또한 새끼 돌봄에 참여한다. 새끼 마모셋은 가장 많은 관심을 필요로 하므로, 더 많은 가족 구성원이 돌봄에 참여하면 각 개인의 비용이 절감되고 어린 마모셋에게 양육 기술을 가르칠 수 있다. 대개 암컷인 무리 구성원들은 무리 내 다른 개체들의 새끼를 돌보기 위해 일시적으로 배란을 중단하여 자신의 번식을 미루기도 한다. 어린 마모셋을 돌보는 이상적인 개체 수는 약 5마리인 것으로 나타났다. 돌봄을 담당하는 개체들은 새끼들을 위한 먹이를 찾고, 수컷 마모셋이 포식자를 감시하도록 돕는다.
피그미마모셋은 계절에 따른 번식은 하지 않고, 보통 일 년에 한두 번 쌍둥이를 낳는다. 그러나 임신 중 단태아 출산은 16%, 세쌍둥이 출산은 8%이다. 피그미마모셋은 일반적으로 일부일처제이지만, 종 내에서도 번식 방식에 따라 약간의 차이가 있다. 수컷 마모셋이 새끼를 등에 업고 다니기 때문에 일처다부제도 발생한다. 자식을 낳아줄 수컷이 한 마리 더 있는 것은 유익할 수 있다. 마모셋 새끼는 종종 쌍둥이를 낳기 때문에 특정 수컷의 생리적 부담이 줄어들기 때문이다. 그러나 피그미마모셋의 일일 활동 범위가 비교적 작기 때문에 일처다부제 비율이 감소한다.
수컷과 암컷 피그미마모셋은 먹이를 찾고 섭식하는 행동에서 차이를 보이지만, 종 내에서는 수컷과 암컷의 지배력과 공격적인 행동이 서로 다르다. 수컷은 새끼를 돌보고 포식자를 경계해야 하는 제약 때문에 먹이를 찾고 채집할 시간이 부족하다. 새끼가 없는 암컷 피그미마모셋은 채집할 자유가 더 크기 때문에 먹이를 찾는 데 있어 우선권을 갖는 것처럼 보인다. 이는 어미가 한 번에 두 마리의 새끼를 낳고 수유하는 데 드는 에너지 비용을 보상해 주는 역할을 할 수 있다. 번식 우선권은 새끼가 없는 암컷에게도 주어지기 때문에 이러한 주장은 설득력이 약해진다. 오히려 암컷의 먹이 우선권은 성 선택을 통해 진화했을 가능성이 있다. 암컷은 새끼를 돌보고 포식자를 경계하는 데 더 많은 시간을 투자하는 짝을 선택할 수 있다. 이러한 수컷은 먹이를 찾을 시간이 부족하여 암컷에게 먹이 우선권을 부여한다.

### 의사소통

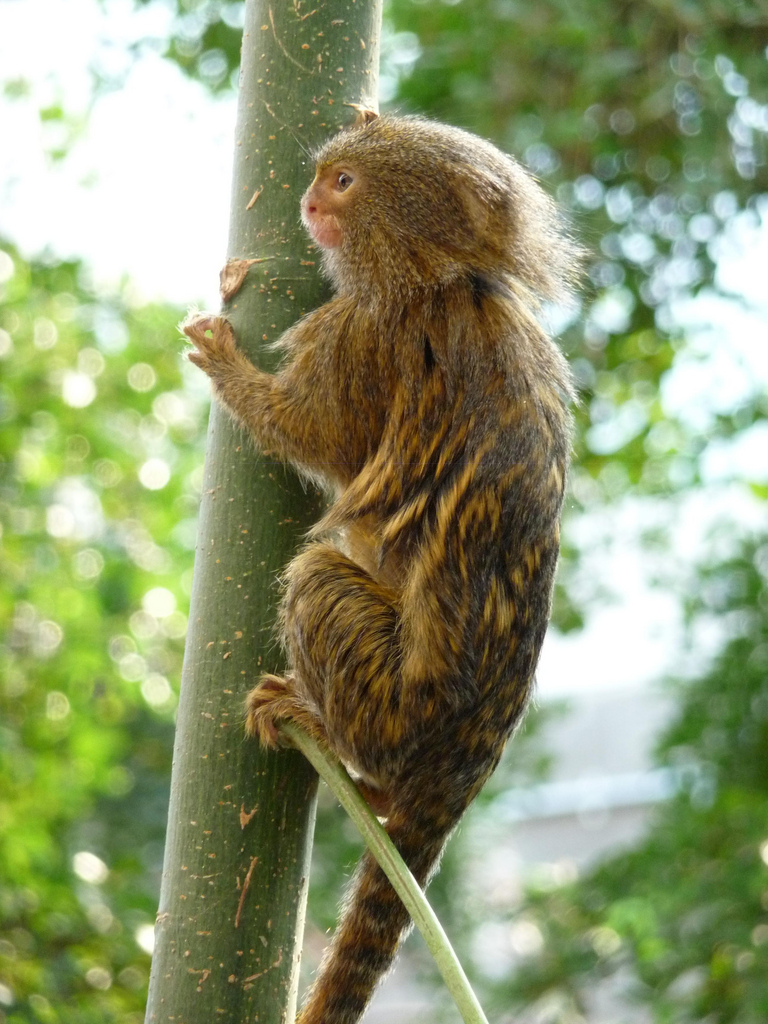
무리는 먹이 찾기와 먹이 주기, 이동할 때 서로 연락하기 위해 연락 호출을 사용한다.

피그미마모셋은 정교한 울음소리 체계를 포함한 뛰어난 의사소통 능력으로 잘 알려져 있다. 트릴은 먹이를 찾을 때, 먹이를 섭취할 때 그리고 무리가 가까이 이동할 때 사용된다. J-알림은 알리는 마모셋이 반복하는 일련의 빠른 음으로, 중간 거리에서 사용한다. 두 가지 울음소리 모두 접촉 울음소리로 사용된다. 긴 울음소리는 무리가 10m 이상 떨어져 있거나 이웃 무리에 반응할 때 사용한다. 피그미마모셋은 단거리 의사소통에 트릴을, 중거리 의사소통에 J-알림을, 장거리 의사소통에 긴 울음소리를 사용하며, 각 울음소리의 주파수는 각각 감소한다. 이들은 이러한 울음소리를 유형뿐만 아니라 미묘한 음의 변화, 즉 개별 울음소리를 통해 해석한다. 오디오 재생 테스트 기반 연구에 따르면, 사육 환경에서 여러 개체가 녹음한 울음소리는 각 유형의 울음소리에 대해 분석된 7가지 청각 매개변수 모두에서 유의미한 차이를 보였다. 알리는 원숭이가 무리에서 우두머리 수컷일 때 트릴에 대한 행동 반응이 가장 컸습니다. J-알림에 대한 반응은 알리는 원숭이가 원숭이의 짝이거나 무리 외부의 동성 원숭이일 때 가장 컸다. 알리는 마모셋에 대한 각기 다른 반응은 녹음된 소리를 재생한 것이 아니라 다른 동물이 자발적으로 알리는 소리를 했을 때만 관찰되었는데, 한 가지 예외가 있었다. 그 예외는 익숙한 장소에서 알림을 재생했을 때 수컷 원숭이들이 자신의 알림을 재생했을 때 다른 원숭이들과 다르게 반응했다는 것이다. 피그미마모셋은 처음에는 어떤 종류의 알림 소리에 반응하다가, 그 알림을 하는 특정 개체에 반응하도록 행동을 약간 조절하는 것으로 알려져 있다. 이를 통해 마모셋은 모든 알림에 적절하게 반응하지만, 알리는 소리가 추가 정보를 제공할 때는 어느 정도 변화를 보인다.
환경 요인은 신호의 주파수와 신호가 전달되는 거리, 그리고 원하는 메시지를 전달할 수 있을 만큼 들리는 거리에 영향을 미쳐 의사소통에 중요한 역할을 한다. 피그미마모셋은 열대 우림에서 흔히 발견되기 때문에 식물과 습한 대기는 소리의 정상적인 흡수와 산란을 더욱 심화시킨다. 저주파 울음소리는 고주파 울음소리보다 교란의 영향을 덜 받기 때문에 장거리 의사소통에 사용된다. 피그미마모셋은 사회적 환경이 변하면 울음소리의 특징도 변한다. 성체 마모셋은 무리 구성원의 울음소리를 모방하는 울음소리 구조를 변형한다. 기존 울음소리의 변화 외에도, 짝짓기 후 마모셋은 새로운 울음소리를 들을 수 있다.
피그미마모셋은 암컷의 배란 상태와 같은 정보를 전달하는 다른 방법도 가지고 있다. 신세계원숭이는 구세계원숭이 암컷처럼 배란기에 생식기가 부풀어 오르는 모습을 보이지 않는다. 대신, 수컷에 대한 암컷의 공격성이 없는 것이 배란 신호로 작용할 수 있다. 가슴과 항문, 생식기에 있는 취선도 표면에 문지르는데, 이는 암컷의 생식 상태에 대한 화학적 신호를 남긴다. 피그미마모셋은 위협을 느끼거나 지배력을 과시할 때 뽐내기, 등을 활처럼 굽히기, 털 세우기와 같은 시각적 과시를 한다.

## 보전 상태
피그미마모셋 두 종 모두 IUCN 적색 목록(멸종위기종)에 취약종으로 등재되어 있다. 피그미마모셋은 서식지 일부 지역에서는 서식지 감소로, 다른 지역(예: 에콰도르)에서는 애완동물 거래로 위협받고 있다. 인간과 피그미마모셋의 상호작용은 사회적 놀이와 발성을 포함한 여러 행동 변화와 관련이 있으며, 이는 피그미마모셋 종 내 동물 간 의사소통에 중요하다. 특히 관광객이 붐비는 지역에서 피그미마모셋은 덜 시끄럽고, 덜 공격적이며, 다른 개체와 놀아주는 경향이 적다. 또한 평소보다 열대우림의 더 높은 층으로 밀려나기도 한다. 피그미마모셋이 서식하는 지역에서의 관광은 이 동물의 포획 증가와도 관련이 있다. 피그미마모셋은 작은 크기와 비교적 온순한 성격 때문에 포획된 피그미마모셋은 이국적인 애완동물 거래에서 종종 발견된다. 포획은 발성의 횟수와 소리 수준이 감소하는 등 행동적 변이를 더욱 심화시킨다. 피그미마모셋은 지역 동물원에서도 발견되며, 그곳에서는 무리를 지어 생활한다.

## 애완동물
반려동물 시장에서는 손가락 원숭이로 알려져 있으며, 세계에서 가장 작은 영장류라는 점 때문에 그 가치가 높다. 멸종 위기종으로 지정되어 있어 시장에서 쉽게 찾아볼 수 없다. 가격은 1,000달러에서 4,000달러 사이이다. 일반적으로 피그미마모셋의 수명은 15년에서 20년 사이이다. 야생에서는 나무에서 떨어지는 경우가 많아 수명이 짧은 것으로 알려져 있다.

## 대중문화
- 와우위가 제작한 2017년 크리스마스 히트 장난감인 핑거링은 피그미마모셋을 기반으로 한다.[37]